# Riccardo Forster
Riccardo Forster (Zara, 1869 – Napoli, 1939) è stato un poeta, giornalista e critico teatrale italiano.

## Biografia
Da giovane fu un esponente degli irredentisti giuliano-dalmati, e per questo perseguitato dagli austriaci. 
Si trasferì a Napoli e grazie all'aiuto di Gabriele D'Annunzio e di Edoardo Scarfoglio iniziò a collaborare con Il Mattino come critico teatrale.
Fondò e diresse dal 1899 al 1901 la rivista culturale Flegrea.
Si schierò fin dall'inizio con il fascismo e nel 1925 per volere di Mussolini divenne direttore della testata partenopea. Carica che Forster mantenne fino al 1928.
Pubblicò nel 1905 un libro di poesie: La fiorita, sonetti dallo stile neoromantico e tardo-scapigliato.
Scrisse anche un dramma in un solo atto, Rivelazioni, e brevi novelle di ispirazione d'annunziana che vennero pubblicate sulle riviste dell'epoca.